# Louis Leon Thurstone
Louis Leon Thurstone (* 29. Mai 1887 in Chicago; † 29. September 1955 in Chapel Hill (North Carolina)) war ein US-amerikanischer Ingenieur und Psychologe.

## Leben
Thurstone studierte an der Cornell University Elektrotechnik und erfand u. a. eine innovative Filmkamera. 1912 bot Thomas Alva Edison ihm eine Stellung an. 1917 machte er seinen Doctor of Philosophy als Psychologe an der University of Chicago. Von 1924 bis 1952 war er dort Professor. Er schrieb 23 Bücher, über hundert wissenschaftliche Artikel.
Er entwickelte die multiple Faktorenanalyse (Zentroidmethode) und kritisierte mit ihrer Hilfe die Zweifaktoren-Theorie der Intelligenz von Charles Spearman als Artefakt seiner faktorenanalytischen Methode.
1938 publizierte er mit seiner Faktorenanalyse eine Unterscheidung zwischen der Wortflüssigkeit (verbal fluency) und der Teilfähigkeit des Sprachverstehens (verbal comprehension).
Thurstone beschreibt sieben intellektuelle Primärfaktoren (primary mental abilities), die die Grundlage der menschlichen Intelligenz darstellen sollen. Im Vergleich zu Spearman, der einen generellen Intelligenzfaktor annimmt, lässt sich für Thurstone dieser nicht berechnen. Seine Primärfaktoren sind:
- Zahlenrechnen (numbers)
- Sprachverständnis (verbal comprehension)
- Raumvorstellung (space)
- Gedächtnis (memory)
- schlussfolgerndes Denken (reasoning)
- Wortflüssigkeit (word fluency)
- Auffassungsgeschwindigkeit (perceptual speed)

## Karriere
- Professor, Carnegie Institute of Technology (1917–1924)
- Professor, Universität von Chicago (1924–1952)
- Direktor, Psychometric Labor, Universität von North Carolina (1952–1955)
- Präsident der American Psychological Association (1933)
- 1. Präsident der Psychometric Society

1937 wurde Thurstone in die American Academy of Arts and Sciences gewählt, 1938 in die National Academy of Sciences.

## Schriften
- The Nature of Intelligence (1924)
- Measurement of Attitudes (1929)
- Vectors of the Mind (1935)
- Primary Mental Abilities (1938)
- Factorial Studies of Intelligence (1941)
- Multiple Factor Analysis (1947)
- Measurement of Values (1959 posthum)